# Феминизм различий
Феминизм различий — термин, выработанный в американском феминизме в ходе дебатов «равенство против различий» для описания точки зрения, согласно которой мужчины и женщины различны, но к ним не может быть применено никакое оценочное суждение, и оба пола имеют равный моральный статус как личности.
Большинство направлений феминизма различий не утверждали, что существует биологическая, врождённая, внеисторическая или иная «существенная» связь между женственностью и традиционно женскими ценностями, складом ума (часто называемыми «способами познания») или чертами личности. Феминистки соответствующего направления стремились признать, что в настоящее время женщины и мужчины существенно различаются, и исследовать обесцененные «женские» характеристики. Эту разновидность феминизма различий также называют гендерным феминизмом.
Однако некоторые формы феминизма различий, такие как культурный феминизм Мэри Дейли, утверждают, что женщины и их ценности превосходят ценности мужчин. Продолжаются споры о том, является ли феминизм Дейли эссенциалистским.

## История
Феминистская точка зрения на «различия» была разработана в 1980-х годах, отчасти как реакция на либеральный феминизм (также известный как «феминизм равенства»), который подчёркивал сходство между женщинами и мужчинами, чтобы отстаивать равное отношение к женщинам. Феминизм различий, хотя и был направлен на равенство между мужчинами и женщинами, подчёркивал различия между ними и утверждал, что идентичность или одинаковость не являются необходимыми для того, чтобы мужчины и женщины, а также мужские и женские ценности рассматривались одинаково. Либеральный феминизм стремился сделать общество и закон гендерно-нейтральными, поскольку в этом направлении признание гендерных различий считается препятствием для прав и участия в либеральной демократии, в то время как в феминизме различий утверждается, что гендерная нейтральность вредит женщинам, «либо побуждая их подражать мужчинам, либо лишая общество их отличительного вклада, либо позволяя им участвовать в жизни общества только на условиях, благоприятствующих мужчинам».
Феминизм различий опирается на ранние течения мысли XIX века, например, на работы немецкой писательницы Элизы Ульснер, которая утверждала, что женщинам не только следует разрешить участвовать в ранее мужских сферах и институтах (например, в общественной жизни и науке), но следует ожидать от этих институтов таких изменений, чтобы признавалась ценность традиционно обесцениваемой женской этики, такой как забота. «Феминизм различий» в дальнейшем был переосмыслен так, что теперь задаёт вопрос «какое изменение вносит феминизм?» (например, в практику науки), а не «какие различия существуют между мужчинами и женщинами?».
В 1990-х годах феминистки обратились к бинарной логике «различия» и «равенства» и отошли от неё, в частности, с помощью постмодернистских и/или деконструктивистских подходов, которые либо разрушили эту дихотомию, либо не зависели от неё.

## Критика
Ряд исследователей утверждает, что идеи некоторых видных феминисток второй волны, таких как Кэрол Гиллиган и Мэри Дейли, являются эссенциалистскими. В философии эссенциализм — это убеждение, что «(по крайней мере некоторые) объекты обладают (по крайней мере некоторыми) существенными свойствами». В контексте феминизма эссенциализм подразумевает, что «женщины» и «мужчины» имеют фиксированные сущности или основные свойства (например, поведенческие или личностные черты), которые не могут быть изменены. Однако эссенциалистские интерпретации Дейли и Гиллиган были подвергнуты сомнению некоторыми феминистскими учёными, которые утверждают, что обвинения в «эссенциализме» часто используются скорее как оскорбление, чем как теоретическая критика, основанная на доказательствах, и неточно отражают взгляды Гиллиган или Дейли.
Работы француженок Элен Сиксу, Люс Иригарей и Юлии Кристевой считаются формой феминизма различий. Их психоаналитический подход к половым различиям рассматривал поиск равенства как фаллоцентрическое стирание особенностей женского тела. Как и американские авторы-дифференциалисты, «французские феминистки регулярно обвиняются в эссенциализме»:101